# Ґаяри
Ґаяри (словац. Gajary) — село, громада округу Малацки, Братиславський край, південно-західна Словаччина, регіон Загоріє. Кадастрова площа громади — 50,83 км².
Населення 3055 осіб (станом на 31 грудня 2017 року).

## Історія
Ґаяри згадуються в 1373 році.

## Географія
Протікає Зогорський канал.

## Населення
| Рік:            | 1994. | 2004.    | 2014.   | 2024.   |
| --------------- | ----- | -------- | ------- | ------- |
| Кількість осіб: | 2537  | 2792     | 2936    | 3215    |
| Різниця:        |       | +10,05 % | +5,15 % | +9,50 % |

| Рік:            | 2023. | 2024.   |
| --------------- | ----- | ------- |
| Кількість осіб: | 3201  | 3215    |
| Різниця:        |       | +0,43 % |